# Paralamprops serratocostatus
Paralamprops serratocostatus is een zeekommasoort uit de familie van de Lampropidae. De wetenschappelijke naam van de soort is voor het eerst geldig gepubliceerd in 1886 door Sars.